# Karel Van Miert
Pour l’article homonyme, voir Paul Van Miert.
Karel Van Miert, né à Vieux-Turnhout le 17 janvier 1942 et mort à Beersel le 22 juin 2009, est un homme politique européen de nationalité belge, socialiste flamand et un conseiller pour de nombreuses multinationales. Il fut commissaire européen à la Concurrence de 1992 à 1999.

## Biographie

### Jeunesse et formation
Karel van Miert est né dans la commune flamande de Vieux-Turnhout. Il est l'aîné de neuf enfants dans une famille d'agriculteurs. Il quitte le système scolaire à l'âge de quatorze ans, et travaille comme apprenti électricien dans une entreprise de construction.
« Les années passées à la ferme m’avaient donné une grande expérience sur le terrain. Et comme je travaillais aussi dans des entreprises, j’ai pu me rendre compte de la condition ouvrière. »
— Karel van Miert, Interview au quotidien Le Soir, 1993
Karel van Miert décide ensuite de reprendre ses études. Il obtient en 1966 une licence en sciences diplomatiques à l'université de Gand. Il présente à cette occasion une thèse intitulée Le Caractère supranational de la Commission européenne, qui manifeste déjà son engagement européen. En 1967, il obtient le diplôme d'études supérieures européennes du Centre européen universitaire à Nancy. Il y rencontre le secrétaire général de la Commission européenne Émile Noël, sous la direction duquel il effectue l'année suivante un stage à la Commission. En 1973, il entre au cabinet du commissaire européen à l'Énergie Henri Simonet.

### Carrière politique

#### Responsabilités au sein du Parti socialiste belge
Militant socialiste très jeune, Karel van Miert est de 1970 à 1973 vice-président puis secrétaire politique national des Jeunes socialistes. En 1976, à l'âge de trente-cinq ans, il copréside le Parti socialiste belge, chargé des Affaires internationales.
En 1978, le Parti socialiste belge se scinde entre un parti wallon et un parti flamand. Karel van Miert devient le premier président de ce dernier, le Socialistische Partij qui deviendra plus tard le Socialistische Partij Anders (sp.a). Sa présidence est marquée par son refus dans les années 1980 de l'implantation des euromissiles américains en Belgique, et par la victoire du sp.a aux élections européennes de 1984.

#### Fonctions parlementaires
Karel van Miert est élu député européen en 1979, puis réélu en 1984.
Entre 1985 et 1989, il est député de l'arrondissement Bruxelles-Hal-Vilvorde (BHV) au Parlement fédéral belge.

#### Fonctions à la Commission européenne

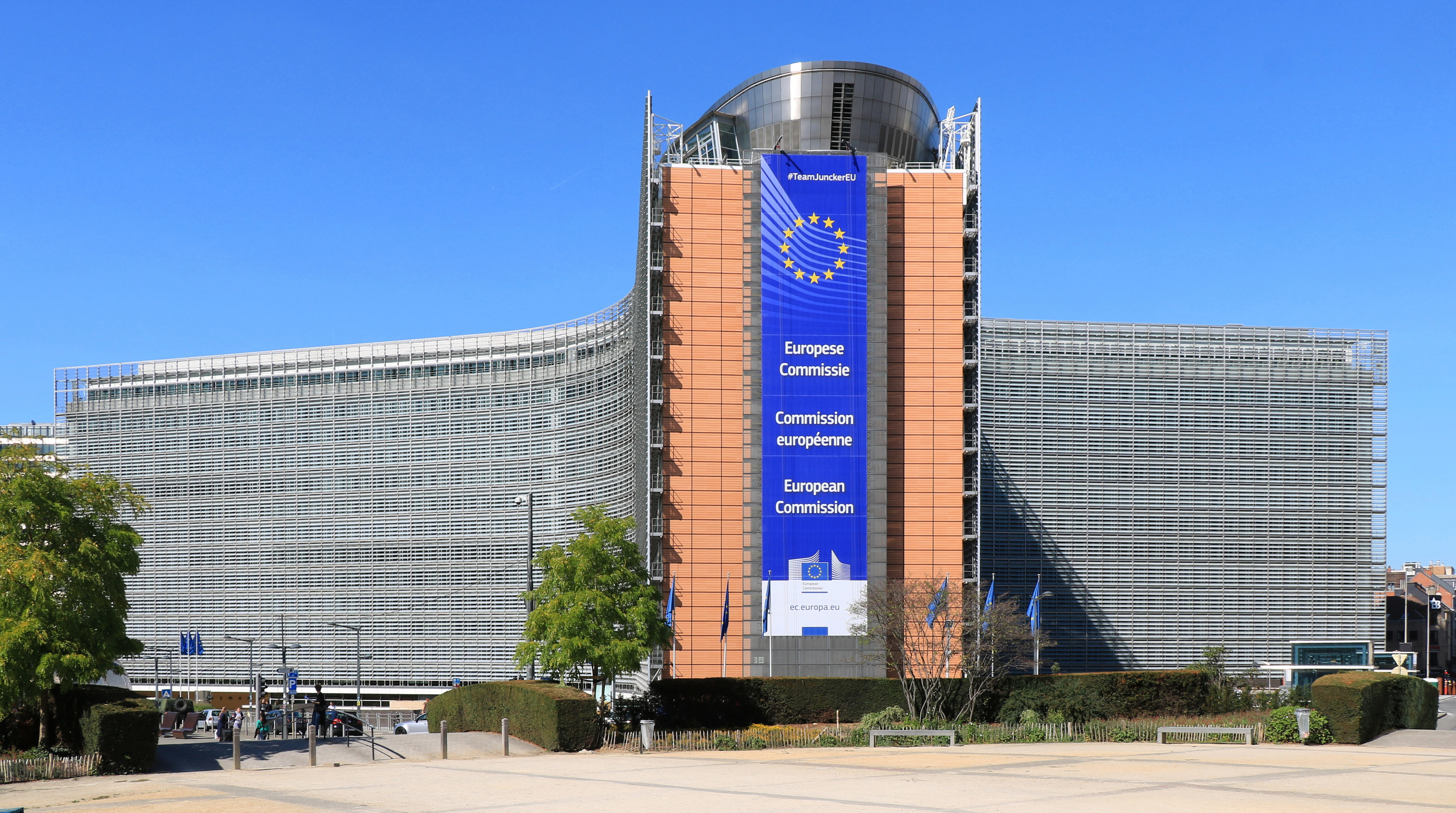
La Commission européenne à Bruxelles, où Karel van Miert a travaillé de 1989 à 1999.

Entre 1989 et 1992, Karel van Miert est commissaire européen chargé des transports, des consommateurs, des crédits et des investissements, au sein de la commission Delors II.
De 1993 à 1999, il est commissaire à la Concurrence, au sein de la commission Delors III puis de la commission Santer. Ce portefeuille essentiel lui vaut d'être surnommé « l'homme le plus puissant d'Europe ». Il est remarqué dans ses fonctions pour son activisme et son indépendance.
Les principaux dossiers dans lesquels il s'illustre sont :
- le sauvetage de la banque française Crédit Lyonnais ;
- la fusion des géants allemands des médias Kirch (de) et Bertelsmann ;
- le plan de fusion entre les constructeurs américains Boeing et McDonnell Douglas ;
- les poursuites contre Microsoft pour abus de position dominante[6] ;
- les droits de retransmission télévisuels des compétitions de Formule 1 ;
- la restructuration industrielle des Länder de l'Est en Allemagne.
- le refus d'octroyer une aide européenne à la modernisation de la ligne ferroviaire 162 reliant Bruxelles à Luxembourg, ce qui devait permettre une réduction du trajet total entre Bruxelles et Strasbourg.

#### Fin de carrière
Après 1999, Karel Van Miert se retire de la vie politique. Il enseigne à la Nyenrode Business Universiteit aux Pays-Bas et siège dans les conseils d'administration de grandes entreprises. Avec Louis Michel, il continue à défendre la construction européenne.
« Il est clair que l’Europe n’est pas à la hauteur. On paye le prix d’une évolution qui date de la fin des années 1990. On a sciemment affaibli la Commission européenne, qui représente l’intérêt commun. Les responsables sont nombreux, à commencer par l’Allemagne de Schröder et la France de Chirac, sans même parler des Britanniques. La Commission est très affaiblie. Si on observe tout ce qui a été réalisé depuis les années 1950, le résultat est quand même impressionnant (…) Vous imaginez dans quel état serait l’Europe aujourd’hui, en pleine crise financière, si nous n’avions pas le marché unique et l’euro ? »
— Karel van Miert,  Interview au quotidien Le Vif, 2009, cité par le Cercle des Européens

### Mandats sociaux
- Ancien membre du conseil de surveillance de Vivendi ;
- Administrateur de
  - Agfa-Gevaert,
  - Anglo American,
  - De Persgroep,
  - Royal Philips Electronics NV,
  - Solvay S.A.,
  - Munich Re,
  - RWE,
  - Sibelco N.V.,
  - Fraport AG,
  - Wolters Kluwer NV,
  - DHV Holding[7] ;
- Membre (juillet 2006) du conseil d'administration du think tank Institut Jacques-Delors[8].
- Il a également travaillé pour Carrefour, Goldman Sachs, et Rabobank[9].

### Réactions à l'annonce de sa mort
- « Karel Van Miert était une figure, un véritable pilier de l’édifice européen. Son travail durant dix ans à la Commission européenne laisse au sein de l’exécutif européen le souvenir impérissable d’un homme de bien, d’un homme de qualité, d’un homme qui aimait les échanges et la confrontation d’idées (…) Son décès constitue une immense perte pour la Belgique et pour l’Europe. » Louis Michel, commissaire européen au Développement[3].
- « Il a toujours insisté sur la fonction sociale du marché intérieur, appliquant les règles de la concurrence pour protéger les plus faibles des abus des plus forts, et sur la nécessité d'un marché commun qui assure la justice pour tous. » José Manuel Durão Barroso, président de la Commission européenne[10].
- « Karel Van Miert était un homme qui se mobilisait et se battait pour ses convictions, et surtout pour ses convictions européennes. Il était également un homme de consensus, toujours à la recherche d'une solution. J'ai vraiment appris à le connaître en 1988, lors des négociations sur la réforme de l'État. J'ai tout de suite éprouvé de la sympathie et du respect à son égard. (...) Karel Van Miert était très soucieux de l'évolution du pays. (...) Il y a 15 ans, lorsque j'étais président de parti et que nous n'avions pas de réel candidat [au poste de premier ministre], j'avais pensé à lui. », Herman Van Rompuy, Premier ministre belge[11].
- « [Karel van Miert était] quelqu'un qui au-delà de notre trajectoire européenne et notre rêve européen communs, était devenu un ami (...) [Il était] un visionnaire et un réformateur effréné. J'avais de l'admiration pour sa conviction tenace. Il a fait du parti socialiste en Flandre un parti moderne, et a fait en sorte que la Commission européenne soit entendue. Si seulement il y avait eu plus de Karel Van Miert en Europe ! », Guy Verhofstadt, ancien Premier ministre belge[11].
- « Karel Van Miert était un Européen convaincu qui lors de ses mandats comme parlementaire européen de 1979 à 1985 et ensuite comme membre de la Commission européenne de 1989 à 1999 a travaillé avec ardeur pour défendre la cause européenne. Il s'est dévoué pour le projet européen tout en dépassant les clivages politiques, régionaux et nationaux. Il est tragique d'avoir perdu une grande personnalité européenne à un âge relativement jeune. Même si Karel Van Miert s'était retiré de la vie politique active, il apportait toujours sa contribution à l'Europe. Ses amis et ses collègues de tout horizon politique au Parlement européen regretteront profondément son absence. », Hans-Gert Pöttering, président du Parlement européen[11].

## Ouvrages
- Le marché, la concurrence et le pouvoir, 360 pages, éditions Racine (20 décembre 2000),  (ISBN 2-87386-233-5)
- (de) Markt, Macht, Wettbewerb., éditions Deutsche Verlags-Anstalt (31 août 2000),  (ISBN 3-421-05384-7)
- (en) Telecommunications, Broadcasting and the Internet, 320 pages, éditions Sweet & Maxwell (20 avril 2000),  (ISBN 0-421-65150-4)
- (en) European Community Competition Policy 1998: 28th Report on Competition Policy, éditions Diane Pub Co (novembre 1999),  (ISBN 0-7881-8643-4)
- (en) European Community Competition Policy 1997: 27th Report on Competition Policy, éditions Diane Pub Co (juillet 1998),  (ISBN 0-7881-8134-3)
- (en) European Community Competition Policy 1996: 26th Report on Competition Policy, éditions Diane Pub Co (juillet 1997),  (ISBN 0-7881-4771-4)